# Fehérhomlokú amazon

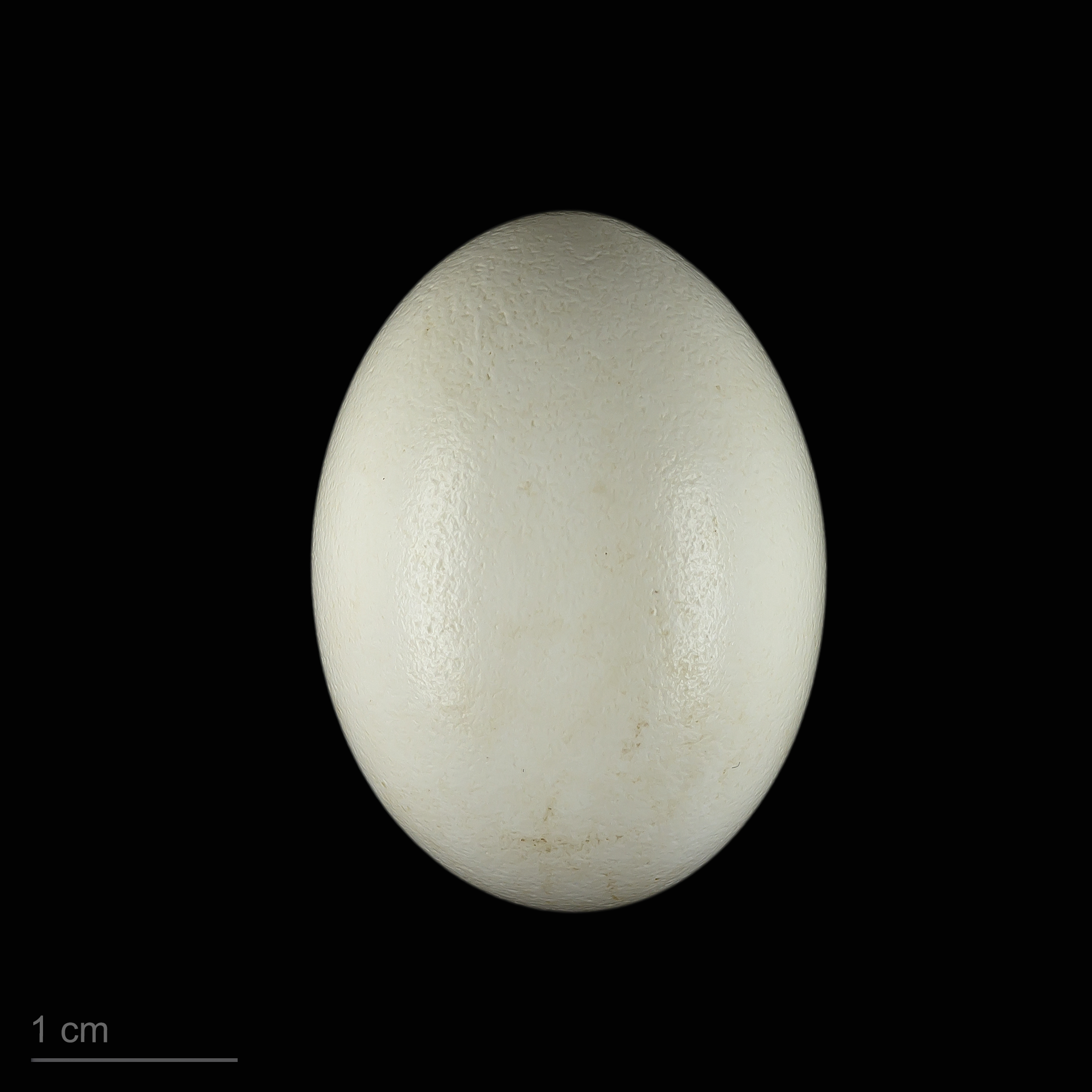
Amazona albifrons

A fehérhomlokú amazon (Amazona albifrons) a madarak osztályának papagájalakúak (Psittaciformes)  rendjébe és a papagájfélék (Psittacidae) családjába és az araformák (Arinae) alcsaládjába tartozó faj.

## Rendszerezése
A fajt Anders Sparrman svéd ornitológus írta le 1788-ban, a Psittacus nembe  Psittacus albifrons néven.

## Alfajai
- Amazona albifrons albifrons (Sparrman, 1788)
- Amazona albifrons saltuensis Nelson, 1899
- Amazona albifrons nana W. Miller, 1905 – Kis fehérhomlokú amazon

## Előfordulása
Mexikó, Belize, Costa Rica, Guatemala, Honduras, Nicaragua, Salvador és Puerto Rico területén honos. Természetes élőhelyei a szubtrópusi és trópusi síkvidéki esőerdők, mangroveerdők, száraz erdők, szavannák és cserjések, valamint ültetvények, szántóföldek és másodlagos erdők. Állandó, nem vonuló faj.

## Megjelenése
Testhossza 29 centiméter, testtömege 176-242 gramm. Feje teteje kék, homloka fehér, kantárja meg szemtájéka piros. A négy szélső farktoll töve szintén piros, és ugyanilyen színűek a hím elsőrendű szárny fedőtollai és a fiókszárny is. Az evezőtollak színe részben kék.
|  |

## Természetvédelmi helyzete
Az elterjedési területe nagyon nagy, egyedszáma pedig növekszik. A Természetvédelmi Világszövetség Vörös listáján nem fenyegetett fajként szerepel.